# Tampichthys mandibularis
Tampichthys mandibularis (tên tiếng Tây Ban Nha là Sardinita Quijarrona) là một loài cá vây tia thuộc họ Cyprinidae. Chúng là loài đặc hữu của México.